# Dirk Serries
Dirk Serries (Antwerpen) is een Belgische componist en musicus. Zijn muziek verscheen tot ongeveer 2007 onder zijn artiestennaam vidnaObmana, daarna onder Fear Falls Burning. Serries componeert muziek op het raakvlak tussen ambient en minimal music. Serries componeert binnen het gebied van de ambient in de stromingen isolationisme (een subgenre van de dark ambient) en organische ambient.

## Loopbaan
Zoals zovelen die eind jaren tachtig begonnen met elektronische muziek kwam Serries allereerst met allerlei uitgaven op muziekcassette, die alleen in kleine kring verspreid werden. Mond-tot-mondreclame moest er destijds voor zorgen dat die muziek bij een groter publiek terechtkwam. Vaak kon de muziek alleen per post bij de artiest of speciale bedrijven besteld worden. Pas later werd de stroming ambient groot genoeg en de kosten om cd's uit te geven laag genoeg om de muziek naar de buitenwereld te krijgen.
Serries heeft met talloze artiesten binnen de ambient samengewerkt; de bekendste daarvan is Steve Roach. Hij werkte eveneens samen met Steven Wilson van Porcupine Tree, die onder zijn schuilnaam Bass Communion ook een aantal ambientalbums heeft uitgebracht.
In 2005 kwamen de eerste albums uit onder zijn nieuwe artiestennaam.

## Opmerking
- vidnaObmana is Servisch voor gezichtsbedrog.

## Discografie (selectief)
- 1991: Passage in Beauty (Projekt Records)
- 1991: Shadowing in Sorrow (Projekt Records)
- 1992: Ending Mirage (Projekt Records)
- 1993: Echoing Delight
- 1994: Parallel Flaming
- 1994: The Spiritual Bonding
- 1995: Twilight of Perception (Projekt Records)
- 1997: Crossing the Trail (Projekt Records)
- 1999: Spirits (met Jan Marmenout, High Gate Music)
- 1998: Ascension of Shadows (met Steve Roach, Projekt Records)
- 2000: The Surreal Sanctuary (Hypnos)
- 2000: The Contemporary Nocturne (Hypnos)
- 2000: Tremor (Relapse Records)
- 2000: Soundtrack for the Aquarium (Hypnos)
- 2002-2007: An Opera for Four Fusion Works, Act 1-4 (Hypnos)
- 2004: Spirit Dome (met Steve Roach, Projekt Records)
- 2006: Continuum (met Steven Wilson)
- 2006: The Carnival of Ourselves (lp)
- 2006: I'm one of those monsters numb with grace (lp)
- 2007: Fear Falls Burning and Nadja
- 2007: FFB with Birchville Cat Model
- 2008: Frenzy of the Absolute
- 2008: Microphonics I-V (lp, onder Serries)
- 2009: The Carnival of Ourselves (lp)
- 2009: I'm one of those monsters numb with grace (cd)
- 2010: Microphonics I-V (cd, onder Serries)

- Bibliothèque nationale de France: cb14049178x (data)
- Gemeinsame Normdatei: 134927249
- International Standard Name Identifier: 0000 0000 5516 6834
- Library of Congress Control Number: no00023643
- MusicBrainz: 3211fd9d-a5b6-4413-9782-4fd01825919c
- Nationale Bibliotheek van Polen: a0000003726009
- Virtual International Authority File: 24803754
- WorldCat: E39PBJxhdJPdwq3vGRjCGjgHYP